# 아시아 태평양 관광협회
아시아태평양관광협회(PATA: Pacific Asia Travel Association)는 태평양 지역의 관광사업 증진을 위해 설립된 조직이다. 비영리조직으로 지역내 국가관광조직(NTO)이 정회원이며, 항공업, 여행업, 호텔업 등 다양한 업종의 기업 및 단체들이 준회원으로 참여한다.
국제기구의 유형으로는 준정부 조직과 민간이 공동으로 참여한다. 국제기국의 유형으로는 준정부 조직과 민간이 공동으로 참여하는 국제민관합동기구에 해당한다. 또한 지역 국제기구이며, 관광문제를 중심으로 하는 전문국제조직이다.
최초 1951년 미국 하와이에서 태평양지역관광협회(PATA: Pacific Area Travel Association)라는 명칭으로 설립되었으며, 이후 1986년 아시아 지역의 중요성을 인식하면서 현재의 명칭 아시아태평양관광협회(PATA: Pacific Asia Travel Association)으로 변경되었으며, 1998년에 태국 방콕으로 본부가 이동되었다. 대한민국은 1963년에 가입하였다.